# Fauvisme
El fauvisme moviment pictòric expressionista de principis de segle xx sorgit a París durant un breu període (1904-1907), entorn dels artistes Henri Matisse, André Derain i Maurice Vlamink. També foren fauvistes Braque, Friesz, Rouault, Marquet, Dufy i van Dongen. El nom els fou donat (pejorativament) per Louis Vauxcelles en la crítica que va fer del Saló de Tardor del 1905. En francès, "fauves" vol dir "bèsties salvatges".
Com a moviment expressionista, aparegué cronològicament paral·lel a l'expressionisme alemany, amb una base de protesta oposada al positivisme, al naturalisme i a l'impressionisme. Les seves principals influències venen de Paul Gauguin i de les idees de Zola, Nietzsche, Stirner i Huysmans.
El fauvisme, liderat per Henri Matisse (1869-1954), sorgí en oposició a la rígida metodologia del neoimpressionisme de Georges Seurat i Paul Signac, i al to de felicitat i lleugeresa propi dels impressionistes; també s'oposaven a l'ornamentalisme del modernisme (Art Nouveau) i a l'evasió espiritualista del simbolisme. Aviat es convertí en el grup més experimental de París en proclamar la llibertat d'expressió a través dels colors purs, l'exageració del dibuix i les perspectives forçades.
Malgrat que concebien l'activitat artística com un impuls vital, el punt de partida fou la resolució de problemes purament plàstics, com l'ús del color en una funció plàstica i constructiva al mateix temps. El mestre del grup fou Gustave Moreau, a l'escola del qual estudiaren Matisse i Rouault, Marquet, Manguin, Camoin i Puy. Moureau no ensenyava cap doctrina, sinó que obligava als seus alumnes a pintar amb independència i amb la tècnica més adequada al seu temperament. De l'obra de Gauguin, n'aprengueren la llibertat en l'ús del color, que dugueren a l'extrem (els colors com cartutxos de dinamita, com ho diria Derain), així com l'alliberament del temperament i l'instint personal. També admiraren la capacitat de síntesi i el sentit decoratiu de l'obra de Gauguin. Per als fauvistes, el quadre havia de ser expressió, en comptes de composició i ordre.
El 1904, Matisse pintà Luxe, Calma i Voluptuositat, considerada l'obra síntesi del postimpressionisme, manipulat en un exercici personal, i virtualment un manifest del que seria el fauvisme poc després. La utilització subjectiva del color i la simplificació del dibuix sorprengueren tothom quan fou exposada al Saló dels Independents el 1905. Derain s'hi sentí immediatament influït i començà a pintar emprant només la línia i el color. El seu desinterès per l'acabat i els seus colors cridaners li van causar el menyspreu de la crítica quan exposà els seus paisatges, pintats a Cotlliure, al Saló de Tardor del 1906. Allà també s'hi exposaren el Retrat de la Sra. Matisse, de Matisse, que fou interpretat com una caricatura de la feminitat i com una excentricitat. La repulsa de la crítica convertí els fauvistes en el grup més avançat de París.
Matisse ja pintava de forma "fauve" fins i tot abans del 1900; les seves influències en aquesta època foren Pissarro i sobretot Cézanne; d'aquest últim, aprengué que l'estructura d'un quadre venia donada per les relacions entre els colors que el componen; això no obstant, no acceptà la teoria del puntillisme perquè destruïa la integritat del color. Seguint Cézanne, volia emprar els colors en la seva plenitud i mantenir-ne la puresa. D'altra banda, afirmava que la pintura havia de ser expressiva i no tan sols un reflex de sensacions passatgeres, com havia estat l'impressionisme.
El 1908, publicà les seves idees en un article titulat "Notes d'un pintor", on deia:
| « | El que persegueixo és l'expressió. No puc distingir entre els meus sentiments i la manera d'expressar-los. La composició és l'art d'arreglar de forma decorativa els elements de què disposa el pintor per a expressar els seus sentiments... | » |

Refusava, això no obstant, la immediatesa, car l'obra havia de sorgir de la ment de l'artista amb caràcter i contingut. En el cas de Matisse, aquest caràcter era fonamentalment serè, en oposició a altres actituds expressionistes. És aquí on es troba la diferència entre l'expressionisme francès i l'alemany, que presentava les coses d'una forma molt més crua. Matisse volia fer un art, segons les seves pròpies paraules, "que sigui pur i serè, que no presenti temes depriments i que serveixi a tot tipus d'espectador com un descans de la fatiga intel·lectual". Matisse trobà la serenitat en les ceràmiques gregues i en els gravats japonesos. Practicà també l'escultura partint de Rodin i rebent classes de Bourdelle.
Maurice Vlamink era un anarquista convençut i col·laborà entorn del 1898 en els diaris Libertaire i Anarchie; era menys metòdic i pacient que els seus companys i el seu esperit compulsiu estava en consonància amb Van Gogh, per l'obra del qual sentia una profunda atracció. Aliè a qualsevol teoria, provava de pintar com un primitiu, transmetent, segons les seves paraules, el que veia de forma instintiva i sense mètode. Són característiques de la seva obra les línies d'impacte i els colors vibrants. Amb el temps, abandonà els colors fauves i la seva paleta es feu més ombrívola, els seus paisatges més sòrdids i el seu caràcter pessimista.
Tot el grup se sentí influït per l'escultura africana, molt especialment Vlamink, que sostenia ser-ne el descobridor a París.
Els fauvistes mai formaren un grup coherent i, malgrat els seus èxits conjunts, anaren evolucionant per camins diversos. El grup entrà en crisi el 1907, amb l'aparició de Les Senyoretes d'Avinyó, de Picasso.
A Hispanoamèrica, la influència dels moviments avantguardistes se sent només a partir dels anys 1920; el fauvisme, concretament, fou decisiu en el desenvolupament dels brasilers Anita Malfatti, Emiliano Cavalcanti i Vicente do Rego. Tots ells acaben practicant una mescla d'expressionisme i cubisme.